# Coronophora paucispora
Coronophora paucispora är en svampart som tillhör divisionen sporsäcksvampar och som beskrevs av Kerstin Holm och Lennart Holm. 
Coronophora paucispora ingår i släktet Coronophora och familjen Nitschkiaceae. Arten är reproducerande i Sverige.